# Izobil'nyj
Izobil'nyj (in lingua russa Изобильный) è una città della Russia europea meridionale, situata nel Territorio di Stavropol', 54 chilometri a nordovest dal capoluogo Stavropol'; è il capoluogo amministrativo del distretto omonimo.
Izobil'nyj è stata fondata nel 1895 come stazione ferroviaria, ricevendo lo status di città nel 1965.

## Società

### Evoluzione demografica
Fonte: mojgorod.ru
- 1959: 11.100
- 1970: 23.200
- 1989: 32.900
- 2002: 38.926
- 2007: 38.500